# 12 Gold Bars Vol. 2
12 Gold Bars Vol. 2 è una raccolta di successi pubblicata dalla rock band inglese Status Quo nel 1984.

## Il disco
È il seguito della omonima antologia pubblicata dalla Vertigo nel 1980 e racchiude 11 singoli pubblicati dalla band tra il 1980 ed il 1984, più la cover del brano The Wanderer incisa appositamente per l'occasione.
L'album si piazza al 12º posto delle classifiche inglesi.
Singoli: The Wanderer (n. 7 UK).
Le sessioni di registrazione del brano The Wanderer costituiscono le ultime incisioni della band in studio con Alan Lancaster al basso.

## Tracce
Lato A
1. What You're Proposing - 4:16 - (Rossi/Frost)
2. Lies - 3:58 - (Rossi/Frost)
3. Something 'Bout You Baby I Like - 2:51 - (Supa)
4. Don't Drive My Car - 4:15 - (Parfitt/Bown)
5. Dear John - 3:14 - (Gustafson/Macaulay)
6. Rock 'n' Roll - 4:06 - (Rossi/Frost)

Lato B
1. Ol' Rag Blues - 2:48 - (Lancaster/Lamb)
2. A Mess of Blues - 3:22 - (Pomus/Shuman)
3. Marguerita Time - 3:29 - (Rossi/Frost)
4. Going Down Town Tonight - 3:39 - (Johnson)
5. The Wanderer - 3:31 - (Maresca)
6. Caroline (Live at the NEC) - 5:00 - (Rossi/Young)

## Formazione
- Francis Rossi (chitarra solista, voce)
- Rick Parfitt (chitarra ritmica, voce)
- Alan Lancaster (basso, voce)
- John Coghlan (percussioni)
- Pete Kircher (percussioni)
- Andy Bown (tastiere)

## Altri musicisti
- Bernie Frost (cori)

## British album chart
| Posizione | 16 | 16 | 12 | 13 | 16 | 19 | 26 | 28 | 46 | 51 | 51 | 74 | 81 | 84 | 76 | 95 | 68 | 95 | uscito |